# Canoë-kayak aux Jeux olympiques d'été de 2008
Navigation
Athènes 2004 Londres 2012
Les épreuves de canoë-kayak des Jeux olympiques d'été de 2008 se déroulent du 13 au 23 août 2008 à Pékin. Les épreuves ont lieu dans le Parc aquatique olympique de Shunyi.

## Épreuves au programme
| Disciplines     | Hommes | Femmes | Total |
| --------------- | ------ | ------ | ----- |
| Course en ligne | 9      | 3      | 12    |
| Slalom          | 3      | 1      | 4     |
| Total           | 12     | 4      | 16    |

## Podiums

### Course en ligne
| Épreuves    | Or                                                                                | Argent                                                                 | Bronze                                                                   |
| Hommes      |                                                                                   |                                                                        |                                                                          |
| K1 - 500 m  | Ken Wallace                                                                       | Adam van Koeverden                                                     | Tim Brabants                                                             |
| K1 - 1000 m | Tim Brabants                                                                      | Eirik Verås Larsen                                                     | Ken Wallace                                                              |
| K2 - 500 m  | Espagne Saul Craviotto Carlos Perez                                               | Allemagne Ronald Rauhe Tim Wieskotter                                  | Biélorussie Vadzim Makhneu Raman Piatrushenka                            |
| K2 - 1000 m | Allemagne Martin Hollstein Andreas Ihle                                           | Danemark Kim Wraae Knudsen Rene Holten Poulsen                         | Italie Andrea Facchin Antonio Scaduto                                    |
| K4 - 1000 m | Biélorussie Raman Piatrushenka Aliaksei Abalmasau Artur Litvinchuk Vadzim Makhneu | Slovaquie Richard Riszdorfer Michal Riszdorfer Erik Vlcek Juraj Tarr   | Allemagne Lutz Altepost Norman Brockl Torsten Eckbrett Björn Goldschmidt |
| C1 - 500 m  | Maxim Opalev                                                                      | David Cal                                                              | Iurii Cheban                                                             |
| C1 - 1000 m | Attila Vajda                                                                      | David Cal                                                              | Thomas Hall                                                              |
| C2 - 500 m  | Chine Meng Guanliang Yang Wenjun                                                  | Russie Sergey Ulegin Alexander Kostoglod                               | Allemagne Christian Gille Thomasz Wylenzek                               |
| C2 - 1000 m | Biélorussie Andrei Bahdanovich Aliaksandr Bahdanovich                             | Allemagne Christian Gille Thomasz Wylenzek                             | Hongrie Gyorgy Kozmann Tamas Kiss                                        |
| Femmes      |                                                                                   |                                                                        |                                                                          |
| K1 - 500 m  | Inna Osypenko-Radomska                                                            | Josefa Idem                                                            | Katrin Wagner-Augustin                                                   |
| K2 - 500 m  | Hongrie Katalin Kovacs Natasa Janic                                               | Pologne Beata Mikolajczyk Aneta Konieczna                              | France Marie Delattre Anne-Laure Viard                                   |
| K4 - 500 m  | Allemagne Fanny Fischer Nicole Reinhardt Katrin Wagner-Augustin Conny Wassmuth    | Hongrie Katalin Kovacs Gabriella Timea Szabo Danuta Kozak Natasa Janic | Australie Lisa Oldenhof Hannah Davis Chantal Meek Lyndsie Fogarty        |

### Slalom
| Épreuves | Or                                              | Argent                                           | Bronze                                    |
| Hommes   |                                                 |                                                  |                                           |
| K1       | Alexander Grimm (GER)                           | Fabien Lefèvre (FRA)                             | Benjamin Boukpeti (TOG)                   |
| C1       | Michal Martikan (SVK)                           | David Florence (GBR)                             | Robin Bell (AUS)                          |
| C2       | Slovaquie Pavol Hochschorner Peter Hochschorner | République tchèque Jaroslav Volf Ondrej Stepanek | Russie Mikhaïl Kouznetsov Dmitry Larionov |
| Femmes   |                                                 |                                                  |                                           |
| K1       | Elena Kaliska (SVK)                             | Jacqueline Lawrence (AUS)                        | Violetta Oblinger Peters (AUT)            |

## Tableau des médailles
| Rang  | Nation             | Or | Argent | Bronze | Total |
| ----- | ------------------ | -- | ------ | ------ | ----- |
| 1     | Allemagne          | 3  | 2      | 3      | 8     |
| 2     | Slovaquie          | 3  | 1      | 0      | 4     |
| 3     | Hongrie            | 2  | 1      | 1      | 4     |
| 4     | Biélorussie        | 2  | 0      | 1      | 3     |
| 5     | Espagne            | 1  | 2      | 0      | 3     |
| 6     | Australie          | 1  | 1      | 3      | 5     |
| 7     | Russie             | 1  | 1      | 1      | 3     |
| 7     | Grande-Bretagne    | 1  | 1      | 1      | 3     |
| 9     | Ukraine            | 1  | 0      | 1      | 2     |
| 10    | Chine              | 1  | 0      | 0      | 1     |
| 11    | Italie             | 0  | 1      | 1      | 2     |
| 11    | France             | 0  | 1      | 1      | 2     |
| 11    | Canada             | 0  | 1      | 1      | 2     |
| 14    | Pologne            | 0  | 1      | 0      | 1     |
| 14    | Norvège            | 0  | 1      | 0      | 1     |
| 14    | Danemark           | 0  | 1      | 0      | 1     |
| 17    | République tchèque | 0  | 1      | 0      | 1     |
| 18    | Togo               | 0  | 0      | 1      | 1     |
| 18    | Autriche           | 0  | 0      | 1      | 1     |
| Total | Total              | 16 | 16     | 16     | 48    |

## Qualifications

### Slalom
4 épreuves (3 homme et 1 femme)
Nations Qualifiées
- Lors des Championnats du monde 2007

| K1 Hommes | K1 Femmes | C1 Hommes | C2 Hommes                                                              |
| --- | --- | --- | ---------------------------------------------------------------------- |
| - France - Allemagne - Royaume-Uni - Italie - Espagne - États-Unis - Slovaquie - Autriche - Pologne - République tchèque - Suisse - Slovénie - Irlande - Canada - Chine | - Allemagne - Slovaquie - République tchèque - France - Royaume-Uni - Autriche - Chine - Andorre - Espagne - Pologne - Russie - Australie - Pays-Bas - États-Unis - Japon | - Slovaquie - France - Australie - Allemagne - Royaume-Uni - Pologne - Espagne - République tchèque - Russie - Chine | - Slovaquie - France - Italie - Allemagne - République tchèque - Chine |

- Par le biais des qualifications continentales

Pour chacune des 4 épreuves, 2 places seront attribuées à l'Europe et une place à chacune des autres fédérations continentales : Afrique, Asie, Amérique et Océanie.

### Course en ligne
12 épreuves (9 homme et 3 femme)
Nations Qualifiées
- Lors des Championnats du monde 2007
  - Hommes

| K1 1000m                                                                                              | K1 500m                                                                               | K2 1000m                                                                          | K2 500m                                                            | K4 1000m                                                                       |
| --- | ------------------------------------------------------------------------------------- | --------------------------------------------------------------------------------- | ------------------------------------------------------------------ | ------------------------------------------------------------------------------ |
| - Royaume-Uni - Canada - Norvège - Australie - Nouvelle-Zélande - Hongrie - Afrique du Sud - Slovénie | - Canada - Royaume-Uni - Pologne - Allemagne - États-Unis - Hongrie - Croatie - Chine | - France - Pologne - Hongrie - Allemagne - Belgique - Finlande - Nouvelle-Zélande | - Allemagne - Biélorussie - Hongrie - Lituanie - Lettonie - Canada | - Allemagne - Pologne - Slovaquie - Hongrie - Biélorussie - Russie - Australie |

| C1 1000m                                                       | C1 500m                                                     | C2 1000m                                                        | C2 500m                                                      |
| -------------------------------------------------------------- | ----------------------------------------------------------- | --------------------------------------------------------------- | ------------------------------------------------------------ |
| - Hongrie - Slovaquie - Espagne - Allemagne - Russie - Mexique | - Espagne - Allemagne - Chine - Pologne - Canada - Roumanie | - Allemagne - Cuba - Pologne - Roumanie - Biélorussie - Hongrie | - Hongrie - Roumanie - Allemagne - Pologne - Chine - Ukraine |

- - Femmes

| K1 500m                                                                                     | K2 500m                                                       | K4 500m                                                                       |
| ------------------------------------------------------------------------------------------- | ------------------------------------------------------------- | ----------------------------------------------------------------------------- |
| - Hongrie - Finlande - Allemagne - Ukraine - États-Unis - Afrique du Sud - Pologne - Italie | - Allemagne - Hongrie - France - Slovaquie - Pologne - Italie | - Allemagne - Hongrie - Pologne - Chine - Italie - Australie - Afrique du Sud |